# Abakus (klub)
Abakus to pierwszy w Polsce klub mikrokomputerowy, założony w 1983 r. przez Leszka Wilka przy Klubie Osiedlowym Wilanów w Warszawie. Założyciel za własne pieniądze dokonał zakupu kilku komputerów, a w klubie prezentowano ten sprzęt oraz na przykład uczono podstaw programowania. Można było też wziąć udział w turnieju szachowym, na pamiątkę dostawszy zapis rozegranej partii. Założyciel organizował – poza siedzibą klubu – pokazy w szkołach i zakładach pracy.